# 北捕虫堇
北捕虫堇（学名：Pinguicula villosa）为狸藻科捕虫堇属下的一个种。

## 扩展阅读
- 維基物種上的相關：北捕虫堇